# Norra Piteå revir
Norra Piteå revir var ett skogsförvaltningsområde inom Nedre Norrbottens överjägmästardistrikt och Norrbottens län, som omfattade nordliga delen av Piteå socken. Reviret, som var indelat i tre bevakningstrakter, omfattade 56 097 hektar (1920) allmänna skogar, varav tio kronoparker med en areal av 51 772 hektar.